# Heuringhem
Heuringhem [øʁɛ̃ɡɛm] est une commune française située dans le département du Pas-de-Calais en région Hauts-de-France. Ses habitants sont appelés les Heuringhemois.
La commune fait partie de la communauté d'agglomération du Pays de Saint-Omer qui regroupe 53 communes et compte 104 937 habitants en 2021.

## Géographie

### Localisation
Localisée dans le nord-est du département du Pas-de-Calais, Heuringhem est une commune de la vallée de la Melde du Pas-de-Calais située, à vol d'oiseau, à 6 km au sud de la commune de Saint-Omer (chef-lieu d'arrondissement).
Le territoire de la commune est limitrophe de ceux de sept communes.
Les communes limitrophes sont  Blendecques, Campagne-lès-Wardrecques, Ecques, Helfaut, Quiestède, Racquinghem et Wardrecques.

### Géologie et relief
La superficie de la commune est de 5,79 km2 ; son altitude varie de 25  à   84 m.

### Hydrographie
Le territoire de la commune est situé dans le bassin Artois-Picardie.
La commune est drainée par la Melde du Pas-de-Calais, cours d'eau d'une longueur de 15,29 km, qui prend sa source dans la commune d'Helfaut et se jette dans le bras de décharge de la lys oduel au niveau de la commune d'Aire-sur-la-Lys

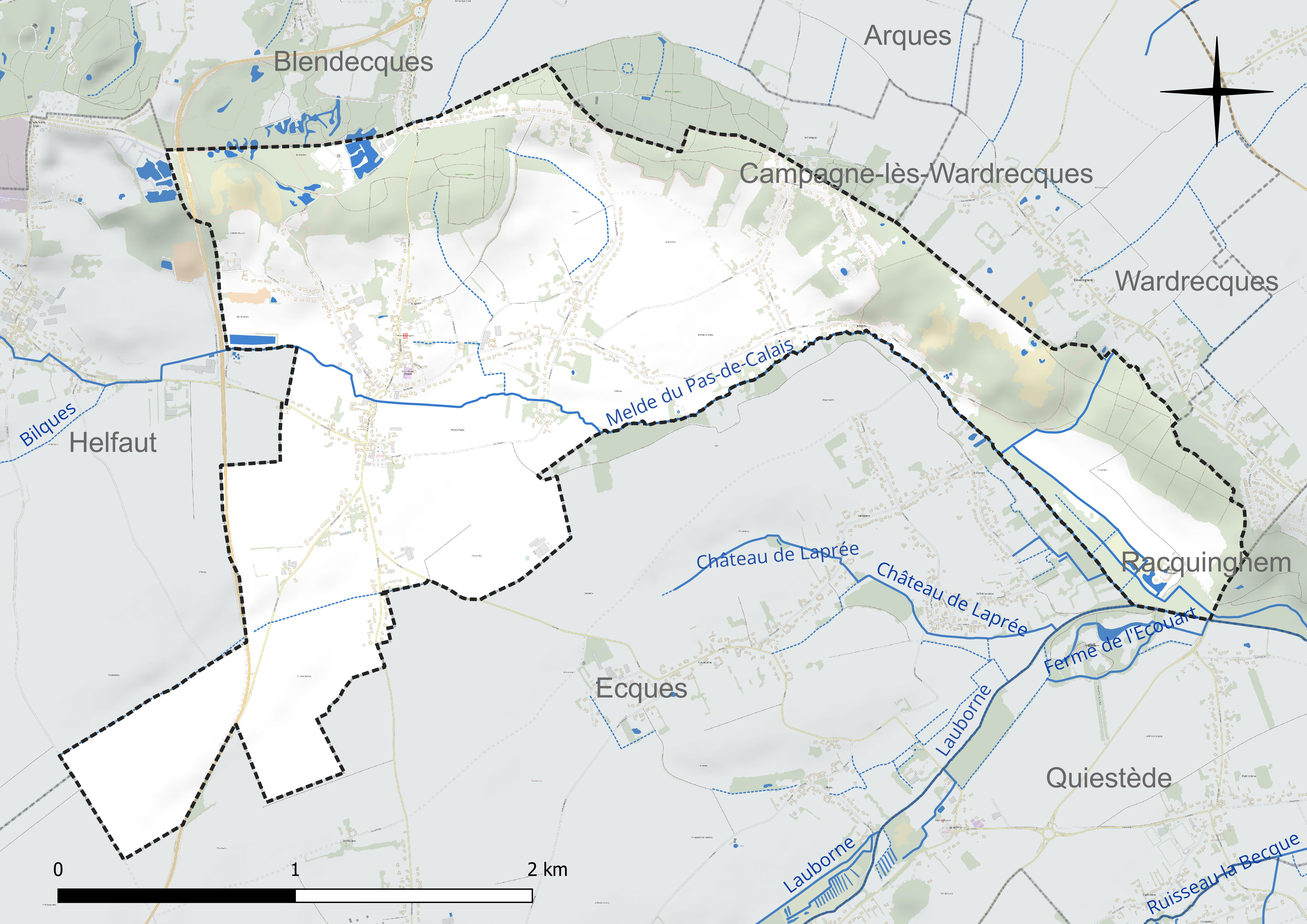
Réseau hydrographique d'Heuringhem.

### Climat
Pour des articles plus généraux, voir Climat des Hauts-de-France et Climat du Pas-de-Calais.
En 2010, le climat de la commune est de type climat océanique altéré, selon une étude du CNRS s'appuyant sur une série de données couvrant la période 1971-2000. En 2020, Météo-France publie une typologie des climats de la France métropolitaine dans laquelle la commune est exposée à un climat océanique et est dans la région climatique Côtes de la Manche orientale, caractérisée par un faible ensoleillement (1 550 h/an) ; forte humidité de l’air (plus de 20 h/jour avec humidité relative > 80 % en hiver), vents forts fréquents.
Pour la période 1971-2000, la température annuelle moyenne est de 10,4 °C, avec une amplitude thermique annuelle de 13,6 °C. Le cumul annuel moyen de précipitations est de 831 mm, avec 13,1 jours de précipitations en janvier et 8,3 jours en juillet. Pour la période 1991-2020, la température moyenne annuelle observée sur la station météorologique la plus proche, située sur la commune de Watten à 16 km à vol d'oiseau, est de 11,3 °C et le cumul annuel moyen de précipitations est de 822,8 mm,. Pour l'avenir, les paramètres climatiques de la commune estimés pour 2050 selon différents scénarios d'émission de gaz à effet de serre sont consultables sur un site dédié publié par Météo-France en novembre 2022.

### Milieux naturels et biodiversité

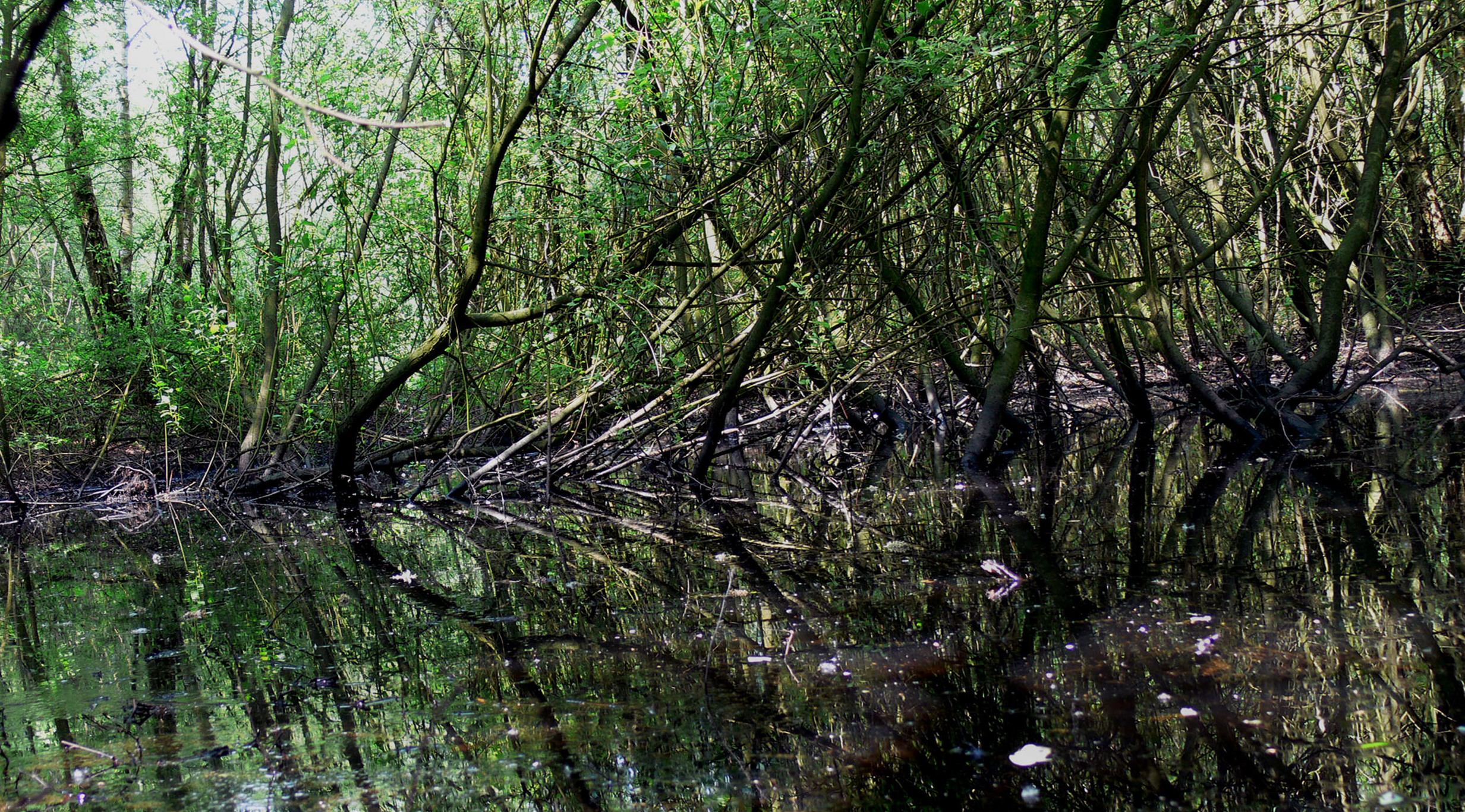
Zone humide en sous-bois, réserve naturelle des landes d'Heuringhem (2006).

Sur la commune se trouvent des landes océaniques. Des espèces végétales y vivent, ainsi qu’une dizaine d’amphibiens-reptiles rares et protégés. Il existe différents types de landes : la lande de bruyère, la lande herbeuse, la lande humide. La partie située sur le territoire de la commune est aménagée pour l’accueil du public, la pratique du sport et les activités de loisirs. Accès à la réserve naturelle du plateau des Landes (secteur de Blendecques) gérée par EDEN 62.
De par les caractéristiques géologiques du plateau (plateau acide, couvert d'argile à silex retenant l'eau), la commune abrite un patrimoine écologique exceptionnel, qui a donné lieu à la création de quatre réserves naturelles régionales, dont l'une est sise sur la commune, gérée par Eden 62, sous le contrôle du sous-préfet de Saint-Omer.
Ces réserves sont une des mesures compensatoires et conservatoires prises à la suite du passage d'une route (voie nouvelle de la vallée de l'Aa ou contournement d'Heuringhem) au travers du plateau d'Helfaut qui abritait de nombreuses espèces rares, menacées et/ou protégées. Jusque dans les années 1990, la commune abritait la plus belle population de crapauds alytes de l'Audomarois. Le plateau est une des zones retenues pour le réseau Natura 2000 et la trame verte régionale.

#### Espaces protégés
La protection réglementaire est le mode d’intervention le plus fort pour préserver des espaces naturels remarquables et leur biodiversité associée.
Dans ce cadre, la commune fait partie de trois espaces protégés : 
- les landes du plateau d'Helfaut, arrêté préfectoral de protection de biotope, d'une superficie de 404,509 hectares[12] ;
- La réserve naturelle régionale (RNR) du plateau des landes, d'une superficie de 181,1428 hectares, géré par le syndicat mixte Eden 62. La réserve naturelle des landes de Blendecques, grâce à un substrat géologique particulier dit « diluvium d'Helfaut » et une assise d'argile à silex sur sable du Landénien, abrite notamment un grand nombre d'espèces typiques des milieux acides rares dans cette région calcaire. Le substrat argileux a permis la conservation de zones humides et de nappes dites « perchées » où ont survécu mieux qu'ailleurs de nombreuses espèces devenues rares ou qui ont disparu d'une grande partie de la région voire de tout le Nord de la France[13].

#### Zones naturelles d'intérêt écologique, faunistique et floristique
L’inventaire des zones naturelles d'intérêt écologique, faunistique et floristique (ZNIEFF) a pour objectif de réaliser une couverture des zones les plus intéressantes sur le plan écologique, essentiellement dans la perspective d’améliorer la connaissance du patrimoine naturel national et de fournir aux différents décideurs un outil d’aide à la prise en compte de l’environnement dans l’aménagement du territoire.
Le territoire communal comprend une ZNIEFF de type 1 le plateau siliceux d'Helfaut à Racquinghem. Cette ZNIEFF correspond à un vaste plateau détritique de moins d’un kilomètre de large et de près de 10 km de long qui surplombe de plus de 90 m la vallée de l’Aa dont les versants abrupts taillés dans la craie sont en partie occupés par les pelouses de Wizernes.
et une ZNIEFF de type 2 : la moyenne vallée de l’Aa et ses versants entre Remilly-Wirquin et Wizernes. La moyenne vallée de l’Aa et ses versants représentent un remarquable ensemble écologique associant des habitats très différents constituant des complexes de végétations souvent complémentaires.

Carte des ZNIEFF de type 1 et 2 sur la commune
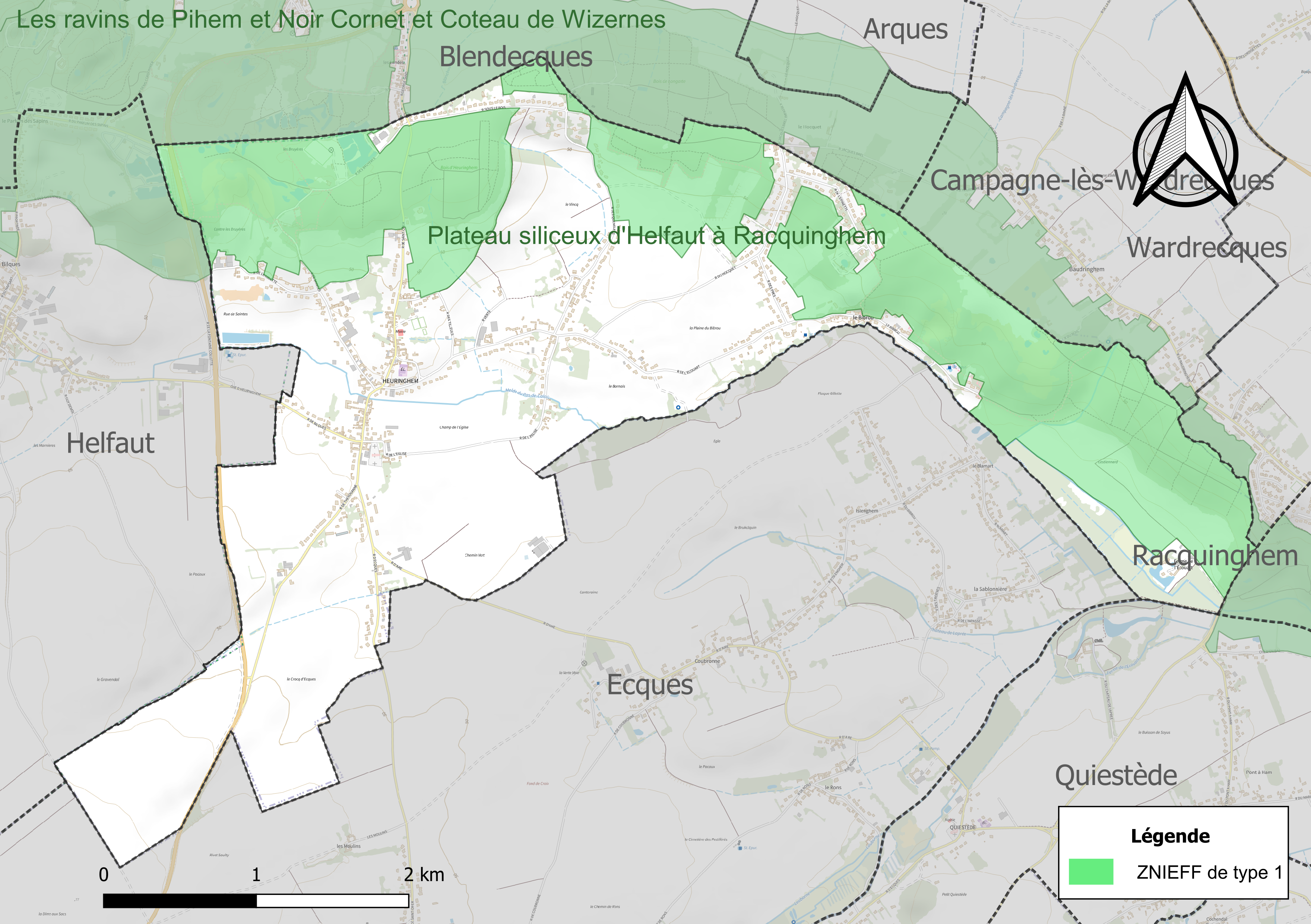
Carte de la ZNIEFF de type 1 sur la commune.
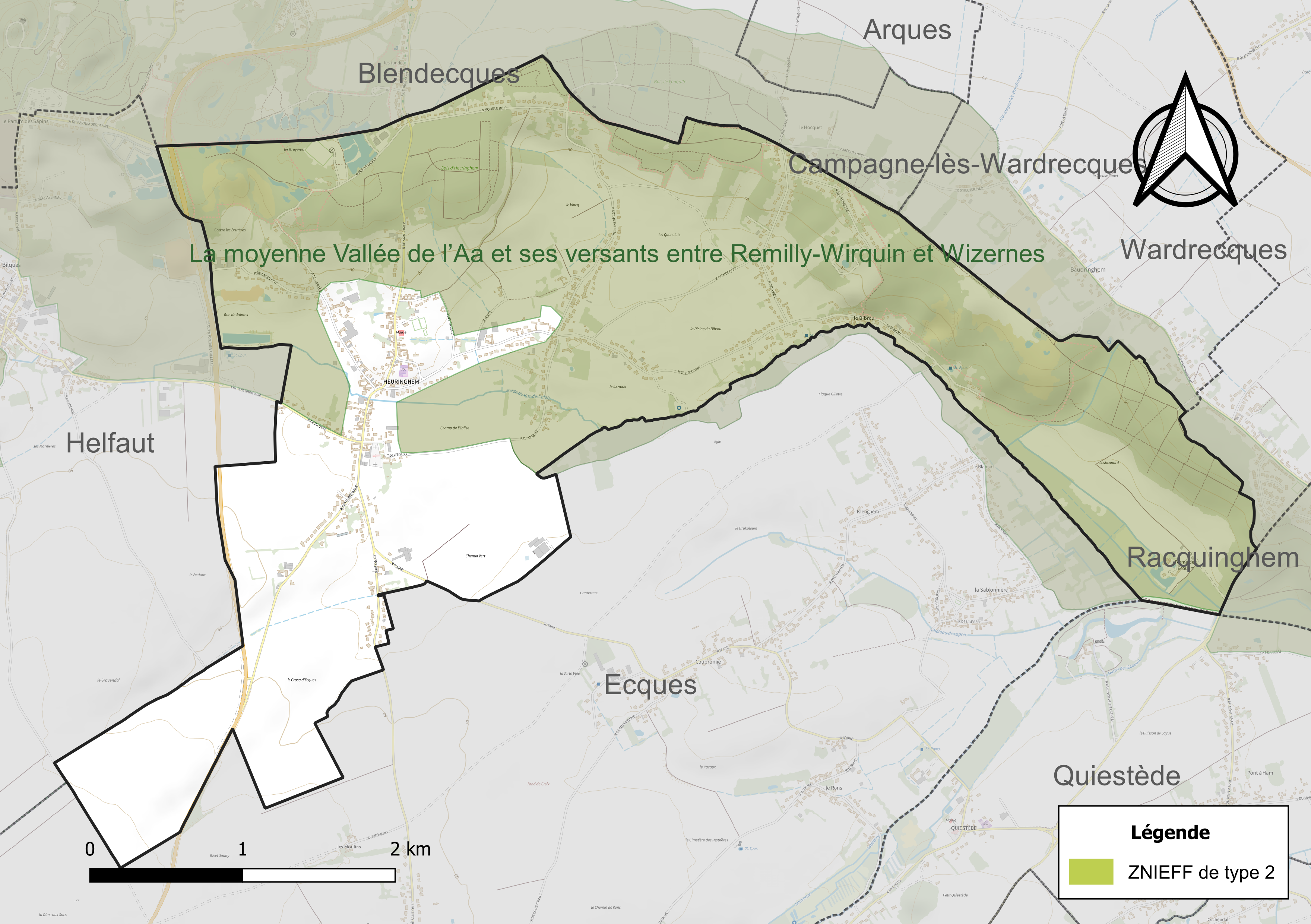
Carte de la ZNIEFF de type 2 sur la commune.

#### Site Natura 2000
Le réseau Natura 2000 est un réseau écologique européen de sites naturels d’intérêt écologique élaboré à partir des directives « habitats » et « oiseaux ». Ce réseau est constitué de zones spéciales de conservation (ZSC) et de zones de protection spéciale (ZPS). Dans les zones de ce réseau, les États Membres s'engagent à maintenir dans un état de conservation favorable les types d'habitats et d'espèces concernés, par le biais de mesures réglementaires, administratives ou contractuelles.
Sur la commune, un site Natura 2000 de type B est défini en site d'importance communautaire (SIC) : les pelouses, bois acides à neutrocalcicoles, landes nord-atlantiques du plateau d'Helfaut et le système alluvial de la moyenne vallée de l'Aa d'une superficie de 389 ha et répartis sur 14 communes.

#### Espèces faunistiques et floristiques
L’Inventaire national du patrimoine naturel (INPN) recense plusieurs espèces faunistiques et floristiques sur le territoire de la commune dont certaines sont protégées et d’autres menacées et quasi-menacées.

## Urbanisme

### Typologie
Au 1er janvier 2024, Heuringhem est catégorisée commune rurale à habitat dispersé, selon la nouvelle grille communale de densité à sept niveaux définie par l'Insee en 2022.
Elle appartient à l'unité urbaine de Saint-Omer, une agglomération inter-départementale regroupant 23  communes, dont elle est une commune de la banlieue,,. Par ailleurs la commune fait partie de l'aire d'attraction de Saint-Omer, dont elle est une commune de la couronne,. Cette aire, qui regroupe 79 communes, est catégorisée dans les aires de 50 000 à moins de 200 000 habitants,.

### Occupation des sols
L'occupation des sols de la commune, telle qu'elle ressort de la base de données européenne d’occupation biophysique des sols Corine Land Cover (CLC), est marquée par l'importance des territoires agricoles (71,6 % en 2018), une proportion identique à celle de 1990 (71,6 %). La répartition détaillée en 2018 est la suivante : 
terres arables (54,3 %), forêts (18,2 %), zones agricoles hétérogènes (17,3 %), milieux à végétation arbustive et/ou herbacée (5,9 %), zones urbanisées (4,3 %). L'évolution de l’occupation des sols de la commune et de ses infrastructures peut être observée sur les différentes représentations cartographiques du territoire : la carte de Cassini (XVIIIe siècle), la carte d'état-major (1820-1866) et les cartes ou photos aériennes de l'IGN pour la période actuelle (1950 à aujourd'hui).

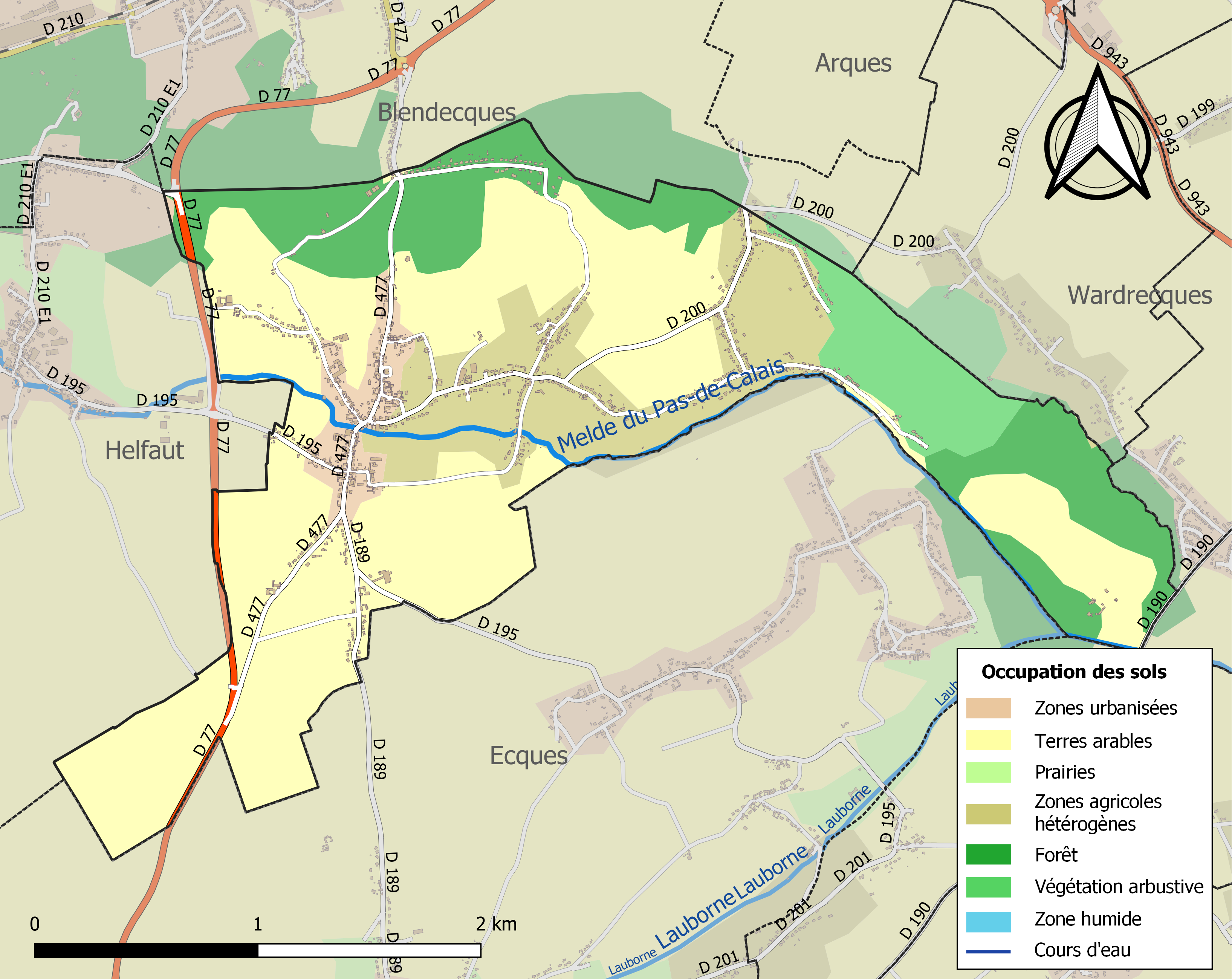
Carte des infrastructures et de l'occupation des sols de la commune en 2018 (CLC).

### Risques naturels et technologiques

#### Risque inondation
À la suite du passage des tempêtes Ciarán, Domingos et Elisa et des inondations et coulées de boue qui se sont produites, la commune est reconnue, par arrêté du 14 novembre 2023, en état de catastrophe naturelle pour inondations et coulées de boue sur la période du 2 au 12 novembre 2023, comme 179 autres communes du département.

## Toponymie
| Formes successives du nom attestées pour la localité, - Huringhem, 1171 (terrier A du chapitre de Thérouanne, 2e partie, fo 3 ro ) - Huringehem, 1178 (cartulaire de Thérouanne, p. 47) - Hueringhem, 1254 (cartulaire de Thérouanne, p. 174) - Horinghem, 1259 (chartes de Saint-Bertin, no 1061) - Oringhehem, 1287 (titres et comptes d'Artois, t. I, fo 6) - Heringuehan, 1323-1324 (Arthur Giry, Analyse et extraits d'un registre des archives municipales de Saint-Omer, 1166-1778, no 20) - Heuringhem, 1326 (chartes de Saint-Bertin, no 1511) - Hoeringuehem, 1329 (chartes d'Artois, acte 505, no 2) - Eringhem, Horinghehem, 1345 (chartes d'Artois, acte 641) - Heringuehen, XIVe siècle (Archives nationales, P//137, fo 82 ro ) - Huringuehem, 1430 (Archives nationales, JJ//998, no 3, fo 27 ro ) - Heringhem, 1474 (Bulletin historique de la Société des antiquaires de la Morinie, t. III, p. 170) - Huringhen, 1495 (cartulaires des chartreux, fo 355 vo ) - Heurenghem, 1761 (Archives nationales, P//1315) - Euringhen, XVIIIe siècle (carte de Cassini) - Heuringhen, 1793-1801 (Bulletin des lois, t. 4, 3e série, bulletin no 132, loi no 1013) - Heuringhem, depuis 1801 |

Ernest Nègre avance un toponyme composé de l'anthroponyme germanique Uro, suivi de -ingen « gens de (famille) » + heim « demeure, maison », donnant la « demeure des gens (famille) d'Uro ».
Heuringhin en picard et Horingem en flamand.

## Histoire
La commune apparaît vers 800. La tradition rapporte que saint Riquier prêcha à Heuringhem, et en convertit les habitants au VIIe siècle.
Heuringhem a été une seigneurie mouvante du bailliage d'Aire. La famille de Heuringhem est mentionnée au XIVe – XVe siècle. Vers 1533, la seigneurie qui est alors en possession d'Antoine d'Ailly, est vendue à Liévin de Rebecque, seigneur de Becquestraeten. La seigneurie passe par héritage à son beau-fils Isembart de Houchin et restera dans la famille de Houchin jusqu'en 1784 environ, quand la seigneurie passe par mariage famille de Bessuejouls de Roquelaure.
Pendant la Seconde Guerre mondiale, les Allemands ont une aire secrète de construction d'armes V au nord de Heuringhem.

### Découpage territorial
La commune se trouve dans l'arrondissement de Saint-Omer du département du Pas-de-Calais.

#### Commune et intercommunalités
La commune est membre de la communauté d'agglomération du Pays de Saint-Omer.

#### Circonscriptions administratives
La commune est rattachée au canton de Fruges.

#### Circonscriptions électorales
Pour l'élection des députés, la commune fait partie de la huitième circonscription du Pas-de-Calais.

### Élections municipales et communautaires

#### Liste des maires
| Période                                  | Période                      | Identité           | Étiquette | Qualité                                                         |
| ---------------------------------------- | ---------------------------- | ------------------ | --------- | --------------------------------------------------------------- |
| Les données manquantes sont à compléter. |                              |                    |           |                                                                 |
| mars 1977                                | mars 2008                    | Paul Hochart       |           | Président de la CC de la Morinie (1994 → 2008)                  |
| mars 2008                                | août 2023 démissionnaire     | Jean-Paul Lefait   | DVG       | Réélu pour le mandat 2014-2020, Réélu pour le mandat 2020-2026, |
| 31 août 2023                             | En cours (au 7 janvier 2023) | Stéphane Dégremont |           | professeur d’histoire-géographie                                |

### Jumelages
La commune est jumelée avec :
| Ville | Ville     | Pays | Pays        | Période     |
| ----- | --------- | ---- | ----------- | ----------- |
|       | Sandhurst |      | Royaume-Uni | depuis 1997 |

## Population et société

### Démographie
Les habitants sont appelés les Heuringhemois.

#### Évolution démographique
L'évolution du nombre d'habitants est connue à travers les recensements de la population effectués dans la commune depuis 1793. Pour les communes de moins de 10 000 habitants, une enquête de recensement portant sur toute la population est réalisée tous les cinq ans, les populations de référence des années intermédiaires étant quant à elles estimées par interpolation ou extrapolation. Pour la commune, le premier recensement exhaustif entrant dans le cadre du nouveau dispositif a été réalisé en 2004.

En 2022, la commune comptait 1 389 habitants, en évolution de +4,51 % par rapport à 2016 (Pas-de-Calais : −0,72 %, France hors Mayotte : +2,11 %).
| 1793 | 1800 | 1806 | 1821 | 1831 | 1836 | 1841 | 1846 | 1851 |
| ---- | ---- | ---- | ---- | ---- | ---- | ---- | ---- | ---- |
| 400  | 358  | 455  | 453  | 460  | 442  | 439  | 466  | 463  |

| 1856 | 1861 | 1866 | 1872 | 1876 | 1881 | 1886 | 1891 | 1896 |
| ---- | ---- | ---- | ---- | ---- | ---- | ---- | ---- | ---- |
| 482  | 494  | 494  | 481  | 488  | 557  | 559  | 582  | 579  |

| 1901 | 1906 | 1911 | 1921 | 1926 | 1931 | 1936 | 1946 | 1954 |
| ---- | ---- | ---- | ---- | ---- | ---- | ---- | ---- | ---- |
| 563  | 583  | 600  | 532  | 513  | 520  | 512  | 490  | 500  |

| 1962 | 1968 | 1975 | 1982 | 1990  | 1999  | 2004  | 2006  | 2009  |
| ---- | ---- | ---- | ---- | ----- | ----- | ----- | ----- | ----- |
| 544  | 588  | 660  | 924  | 1 212 | 1 287 | 1 319 | 1 311 | 1 299 |

| 2014  | 2019  | 2022  | - | - | - | - | - | - |
| ----- | ----- | ----- | - | - | - | - | - | - |
| 1 336 | 1 360 | 1 389 | - | - | - | - | - | - |

#### Pyramide des âges
En 2018, le taux de personnes d'un âge inférieur à 30 ans s'élève à 30,2 %, soit en dessous de la moyenne départementale (36,7 %). À l'inverse, le taux de personnes d'âge supérieur à 60 ans est de 30,0 % la même année, alors qu'il est de 24,9 % au niveau départemental.
En 2018, la commune comptait 682 hommes pour 668 femmes, soit un taux de 50,52 % d'hommes, largement supérieur au taux départemental (48,50 %).
Les pyramides des âges de la commune et du département s'établissent comme suit.
| Hommes | Classe d’âge | Femmes |
| ------ | ------------ | ------ |
| 0,7    | 90 ou +      | 0,9    |
| 4,7    | 75-89 ans    | 5,2    |
| 23,9   | 60-74 ans    | 24,7   |
| 23,4   | 45-59 ans    | 24,4   |
| 15,7   | 30-44 ans    | 16,0   |
| 14,3   | 15-29 ans    | 13,1   |
| 17,3   | 0-14 ans     | 15,8   |

| Hommes | Classe d’âge | Femmes |
| ------ | ------------ | ------ |
| 0,5    | 90 ou +      | 1,6    |
| 5,6    | 75-89 ans    | 8,9    |
| 16,7   | 60-74 ans    | 18,1   |
| 20,2   | 45-59 ans    | 19,2   |
| 18,9   | 30-44 ans    | 18,1   |
| 18,2   | 15-29 ans    | 16,2   |
| 19,9   | 0-14 ans     | 17,9   |

## Culture locale et patrimoine

### Lieux et monuments
- L'église Saint-Riquier. Dans l'église, une statue de saint Riquier du XVIIe siècle et deux tableaux qui proviendraient selon la tradition de l'abbaye de Sainte-Colombes-de-Blendecques, sont classés monuments historiques à titre d'objet[47].
- L'école communale Condorcet, dont Heuringhem a fêté en 2013 le 130e anniversaire[48].
- Le manoir de Lescoire.

#### Patrimoine commémoratif
- Sur le mur de l'église, une plaque commémorant les morts de la guerre de 1870.
- Le monument aux morts commémore les guerres de 1914-1918 et de 1939-1945[49].

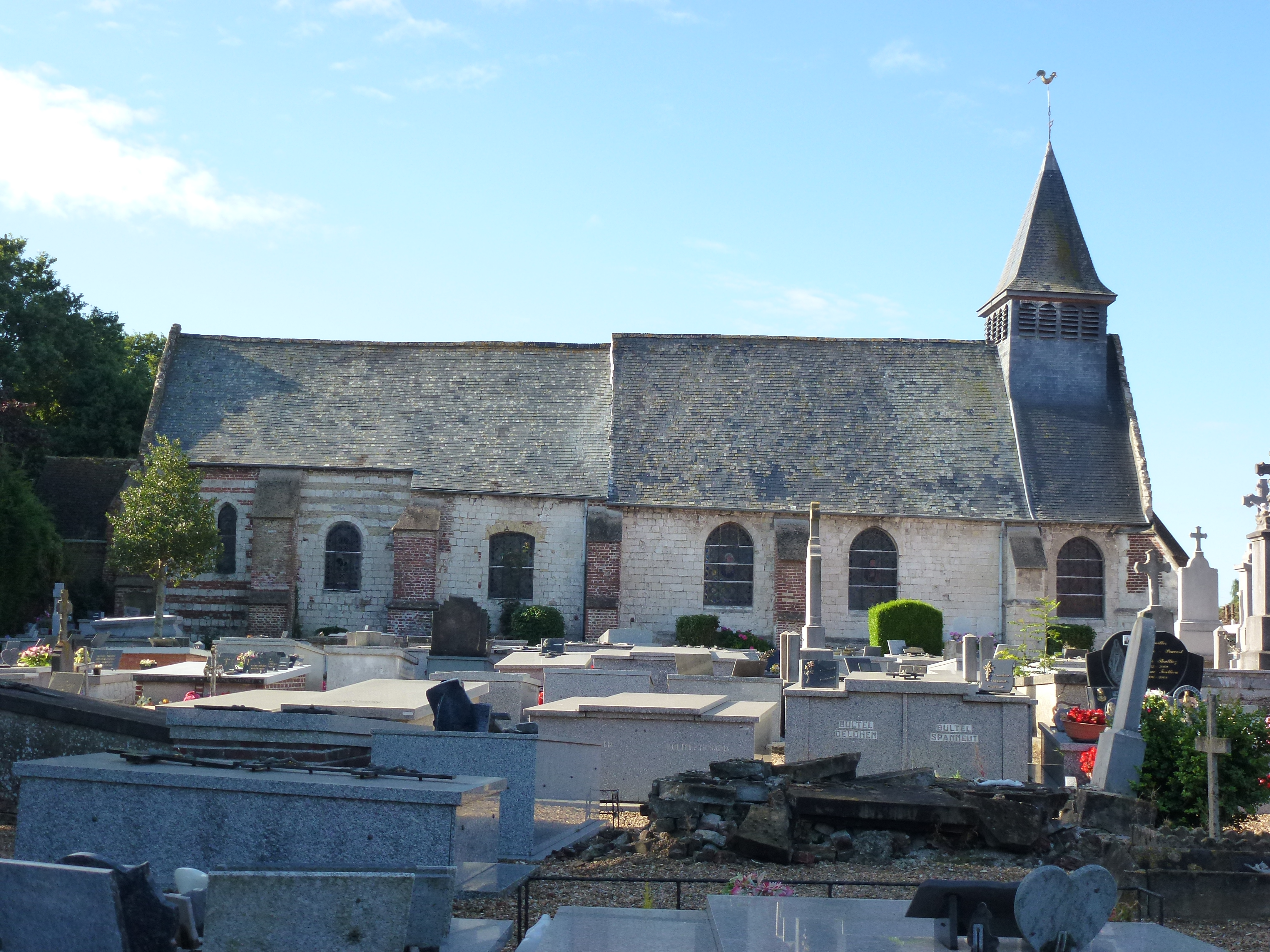
L'église Saint-Riquier.
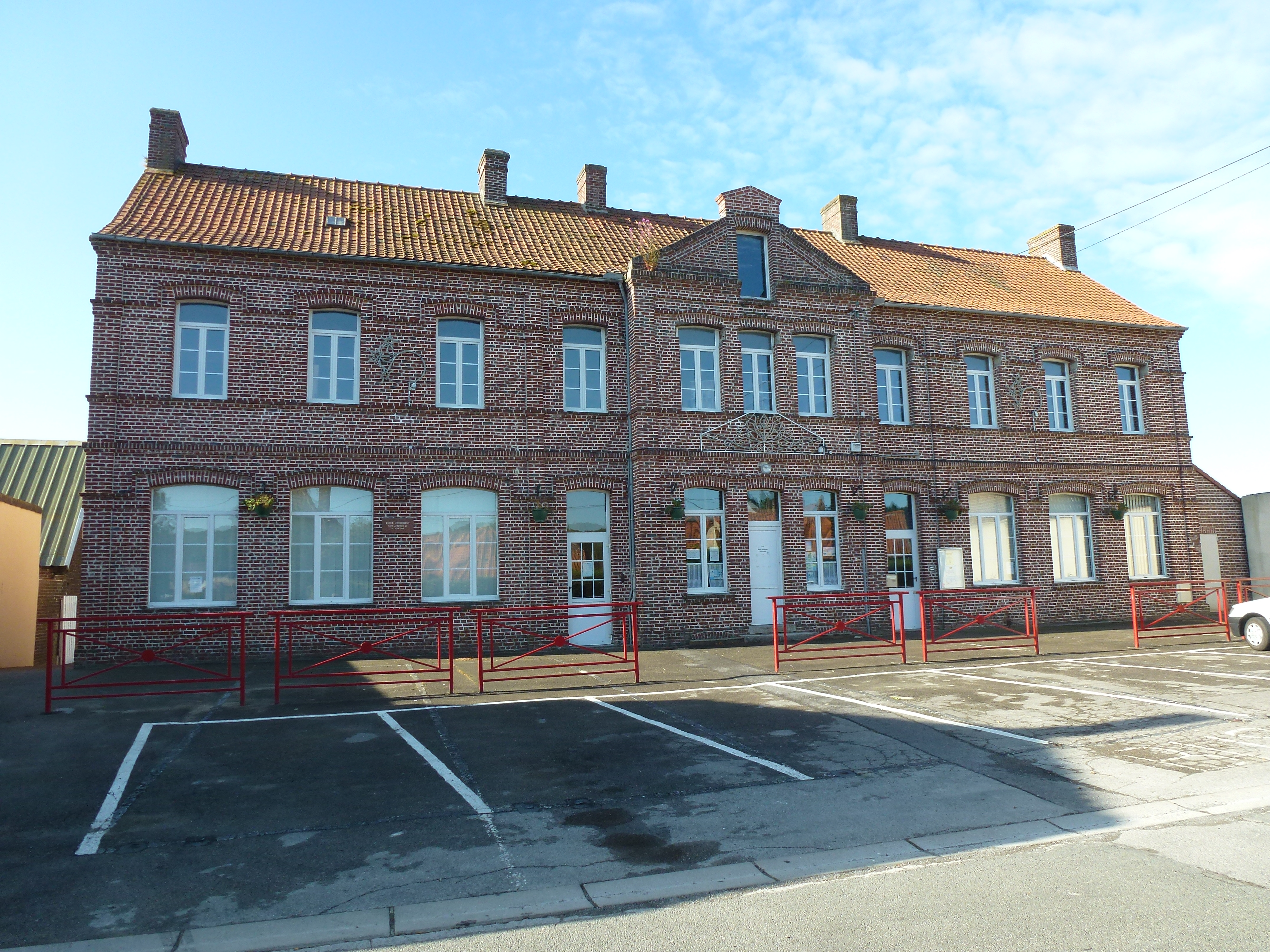
L'école Condorcet.
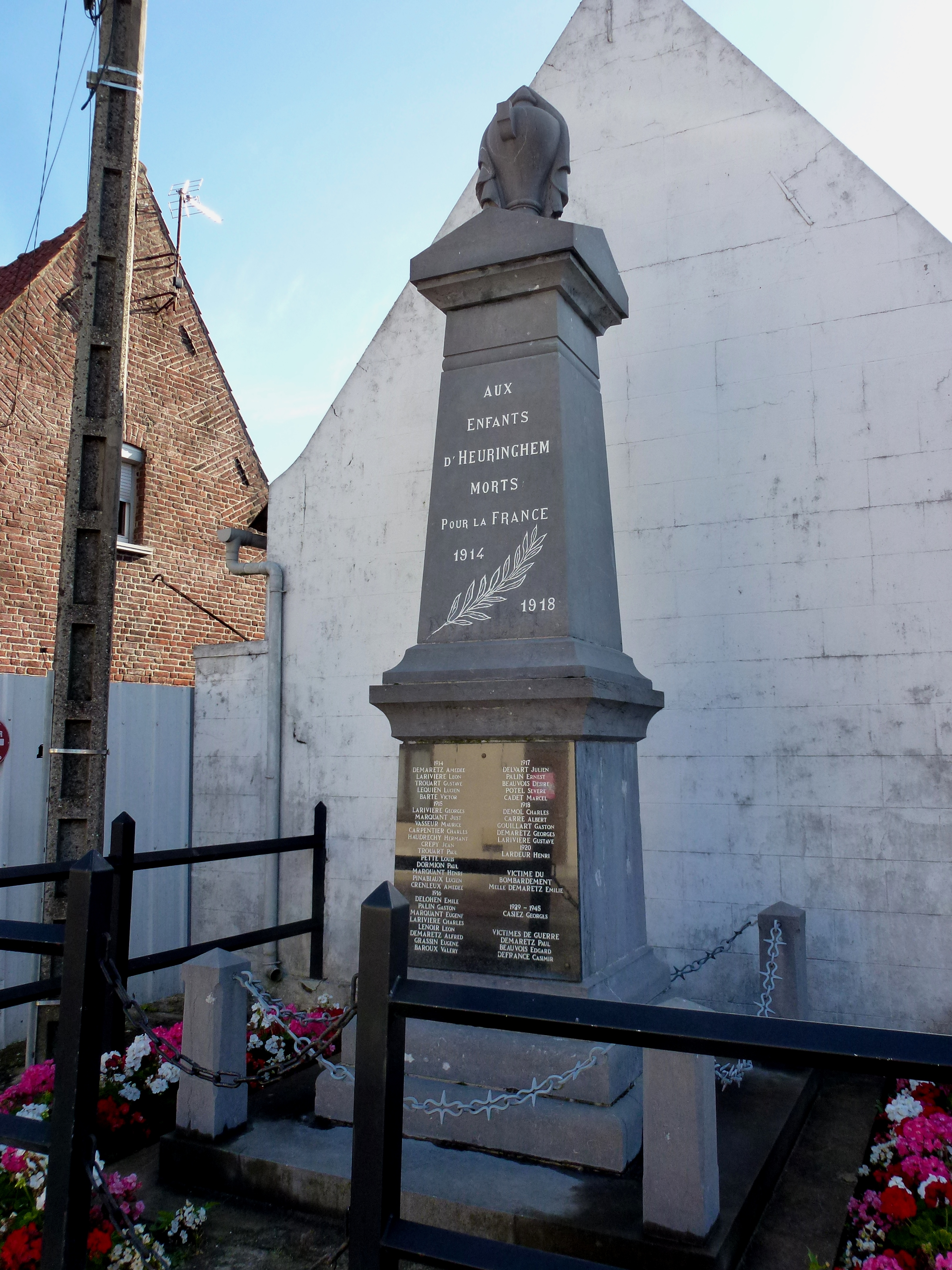
Le monument aux morts.
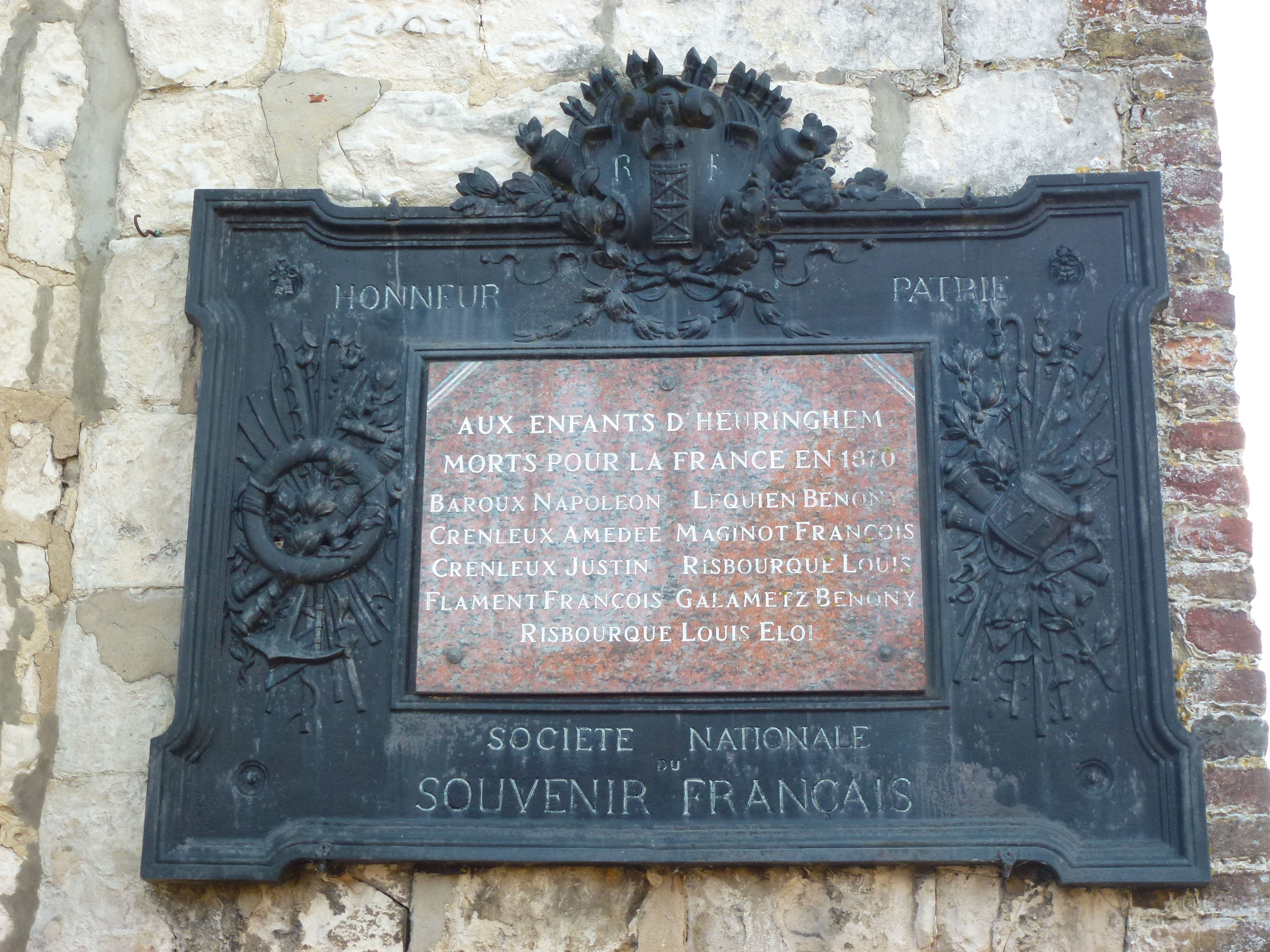
Plaque commémorant la guerre de 1870.

### Personnalités liées à la commune
- Daniel Crohem (1925-2016), acteur né à Heuringhem.

### Héraldique
| Blason de Heuringhem | Blason  | D'argent à deux branches de bruyère de sinople mouvant de la pointe, celle de dextre posée en bande et fleurie de pourpre, l'autre, plus courte, posée en pal et fleurie d'or, à une salamandre tachetée au naturel, brochant en barre ; le tout enfermé dans une bordure d'or*. |
| Blason de Heuringhem | Détails | * Il y a là non-respect de la règle de contrariété des couleurs : ces armes sont fautives (or sur argent). La bruyère et la salamandre tachetée renvoient aux landes d'Heuringhem, aujourd'hui réserve naturelle régionale. Utilisé par la municipalité.                         |
| Blason de Heuringhem | Alias   | De sinople à l'écusson d'argent chargé d'un plant de bruyère de gueules, tigé et feuillé du champ. Blason proposé en 1996 par les archives départementales, mais jamais adopté par la municipalité.                                                                              |

## Pour approfondir